# Slag bij Cyzicus (74 v.Chr.)
De Slag bij Cyzicus was een veldslag in 74 v.Chr. tussen de Romeinse Republiek en het koninkrijk Pontus. De Romeinse generaal Lucius Licinius Lucullus wist een overwinning te behalen.

## De slag
Na de overwinning op de Romeinen bij Chalcedon rukte Mithridates VI van Pontus op naar de Romeinse stad Cyzicus. Hij sloeg voor de stad het beleg op. Het duurde niet lang voordat consul Lucius Licinius Lucullus met een leger arriveerde bij Cyzicus. Gevangen tussen twee fronten moest Mithridates slag leveren. Met zware verliezen wist hij uiteindelijk het gebied te ontvluchten en vluchtte hij verder Klein-Azië in.

## Bron
- Jaques, Tony (2006). Dictionary of Battles and Sieges. Greenwood. p. 279. ISBN 978-0313335365.